# 大阪市立大領中学校
大阪市立大領中学校（おおさかしりつ だいりょう ちゅうがっこう）は、大阪府大阪市住吉区にある公立中学校。

## 沿革
学校近辺は従来は大阪市立住吉中学校の校区だったが、「大領地区に中学校の新設を」という住民要求が高まり、1978年に住吉中学校から分離開校した。
- 1978年4月1日 - 大阪市立大領中学校として、現在地に開校。
- 1978年6月30日 - プール竣工。
- 1978年11月5日 - 校旗制定。
- 1980年1月7日 - 体育館落成。

## 通学区域
- 大阪市立大領小学校の通学区域

大阪市住吉区 大領（5丁目の一部を除く）、長居1丁目、長居西1丁目、万代東

## 交通
- 阪和線・地下鉄御堂筋線 長居駅 西へ約800m。
- 大阪シティバス 住吉車庫前バス停 南東へ約500m。
- 南海高野線 住吉東駅 東へ約1km。
- 阪堺電気軌道上町線 帝塚山四丁目停留場 南東へ約1km。

## 著名な出身者
- 緒方凌介 - 元プロ野球選手